# کی وست (فلوریدا)
کی وست (به انگلیسی: Key West) شهری است در جزیرهٔ کی وست، در شهرستان مونرو ایالت فلوریدا که در سال ۱۸۲۸ بنیان‌گذاری شده‌است. این شهر طبق سرشماری سال ۲۰۱۰ میلادی، ۲۴٬۶۴۹ نفر جمعیت داشته و مساحت آن نیز ۱۹٫۲ کیلومتر مربع است.

## نگارخانه

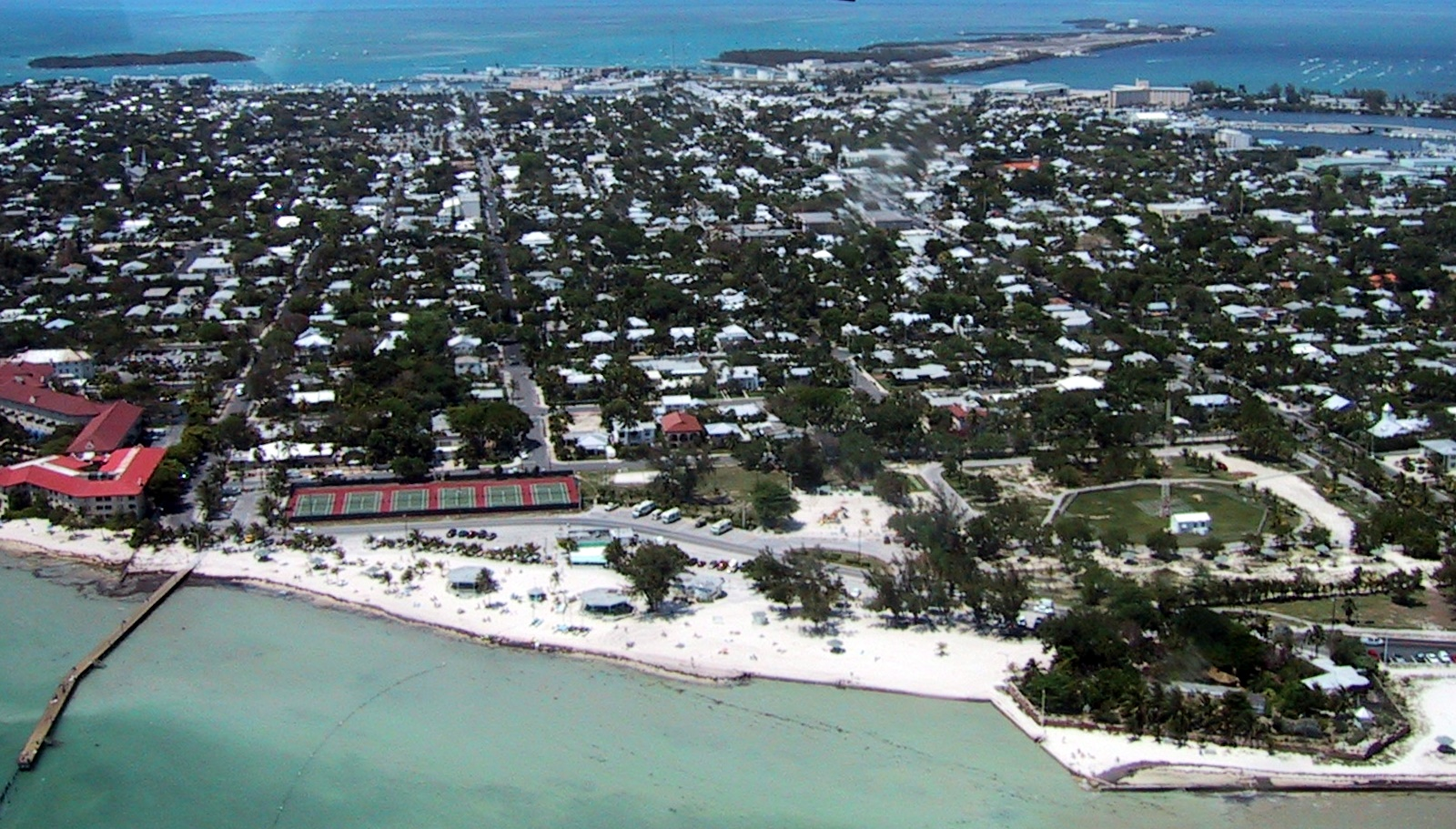
تصویری هوایی از شهر کی وست
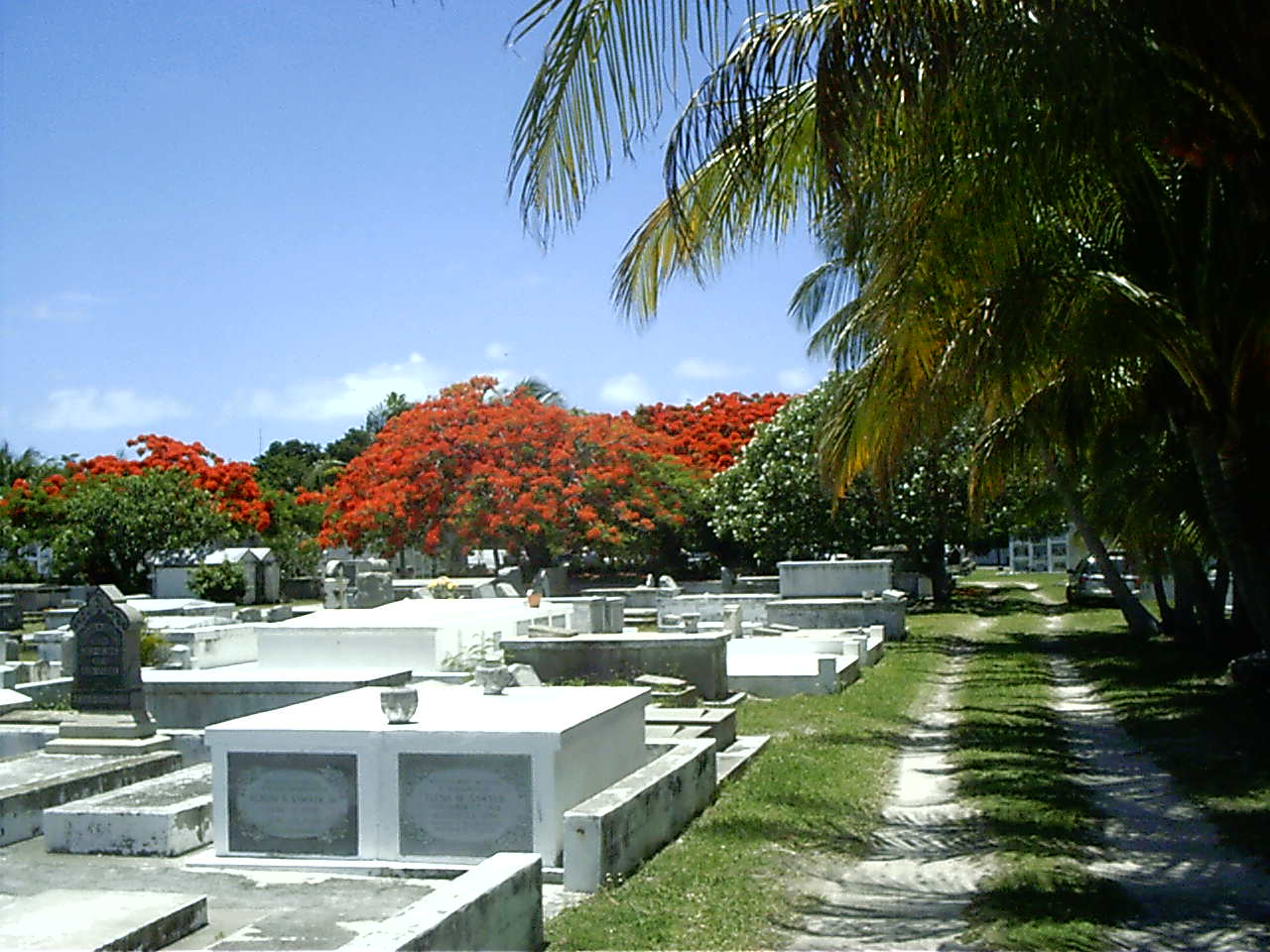
تصویری از گورستان کی وست که بلندترین نقطه از سطح زمین در تمامی جزیره است
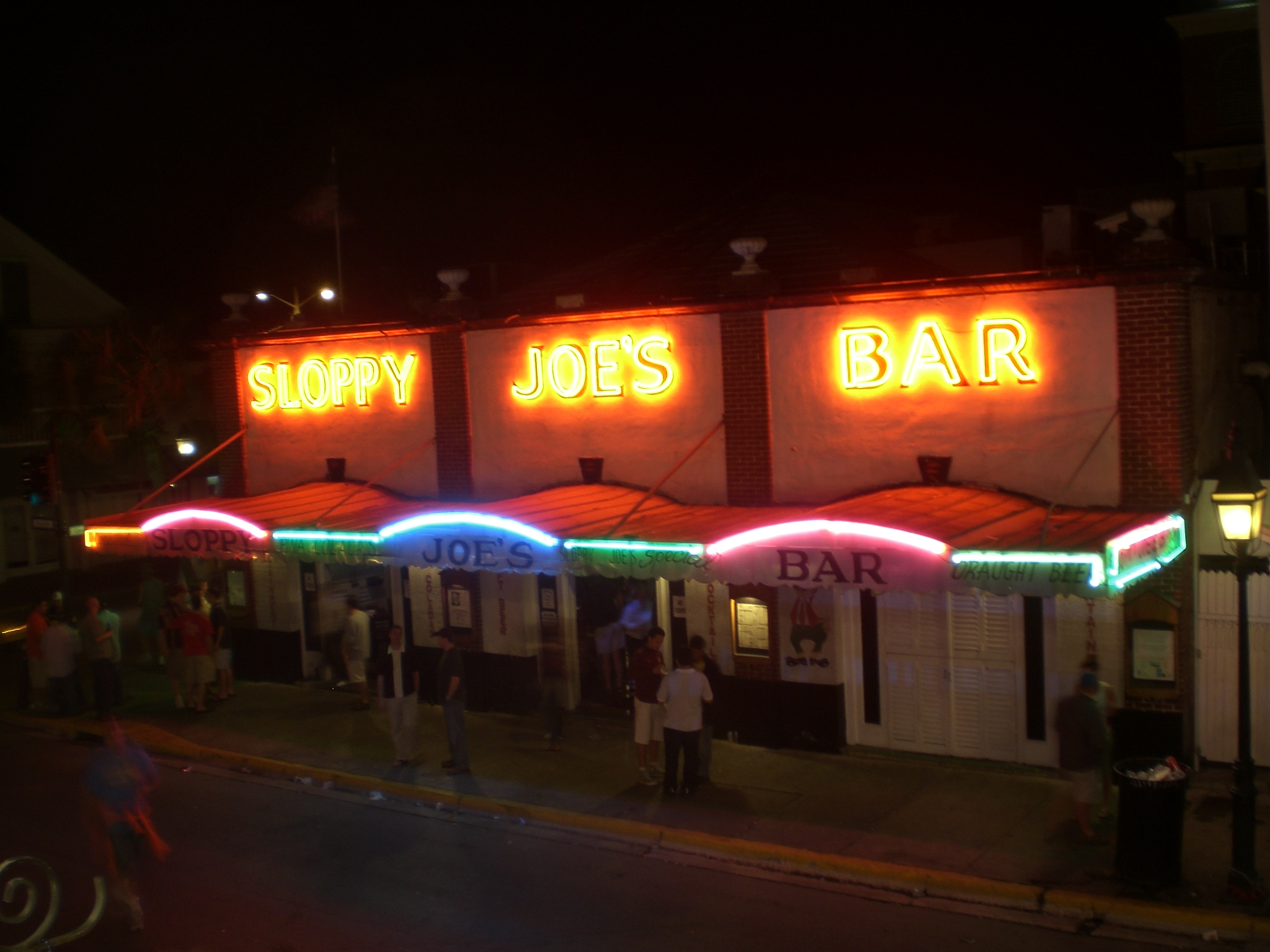
تصویری از بار معروف اسلاپی جو در شب
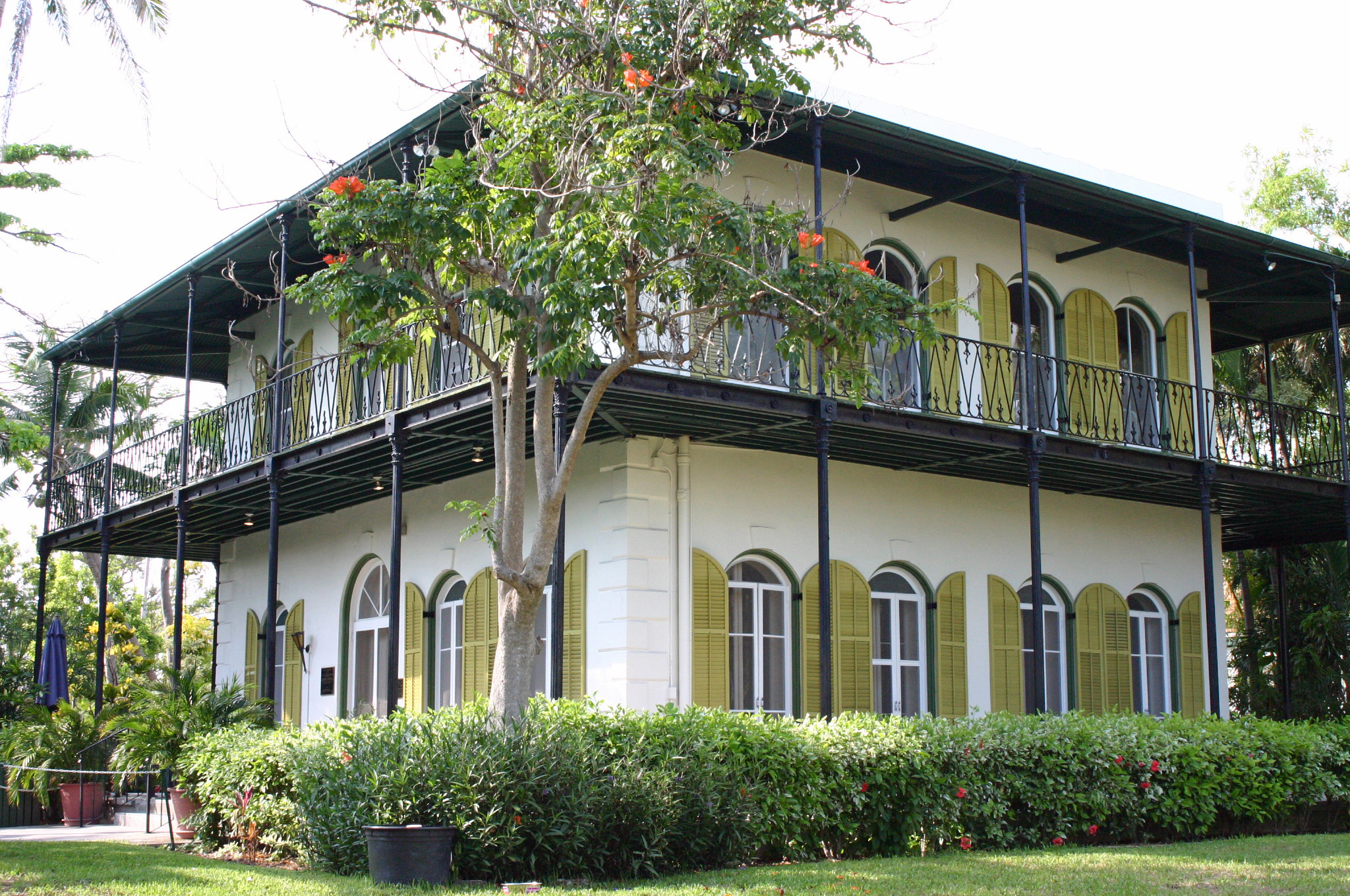
خانه ارنست همینگوی، مکانی توریستی در شهر کی وست
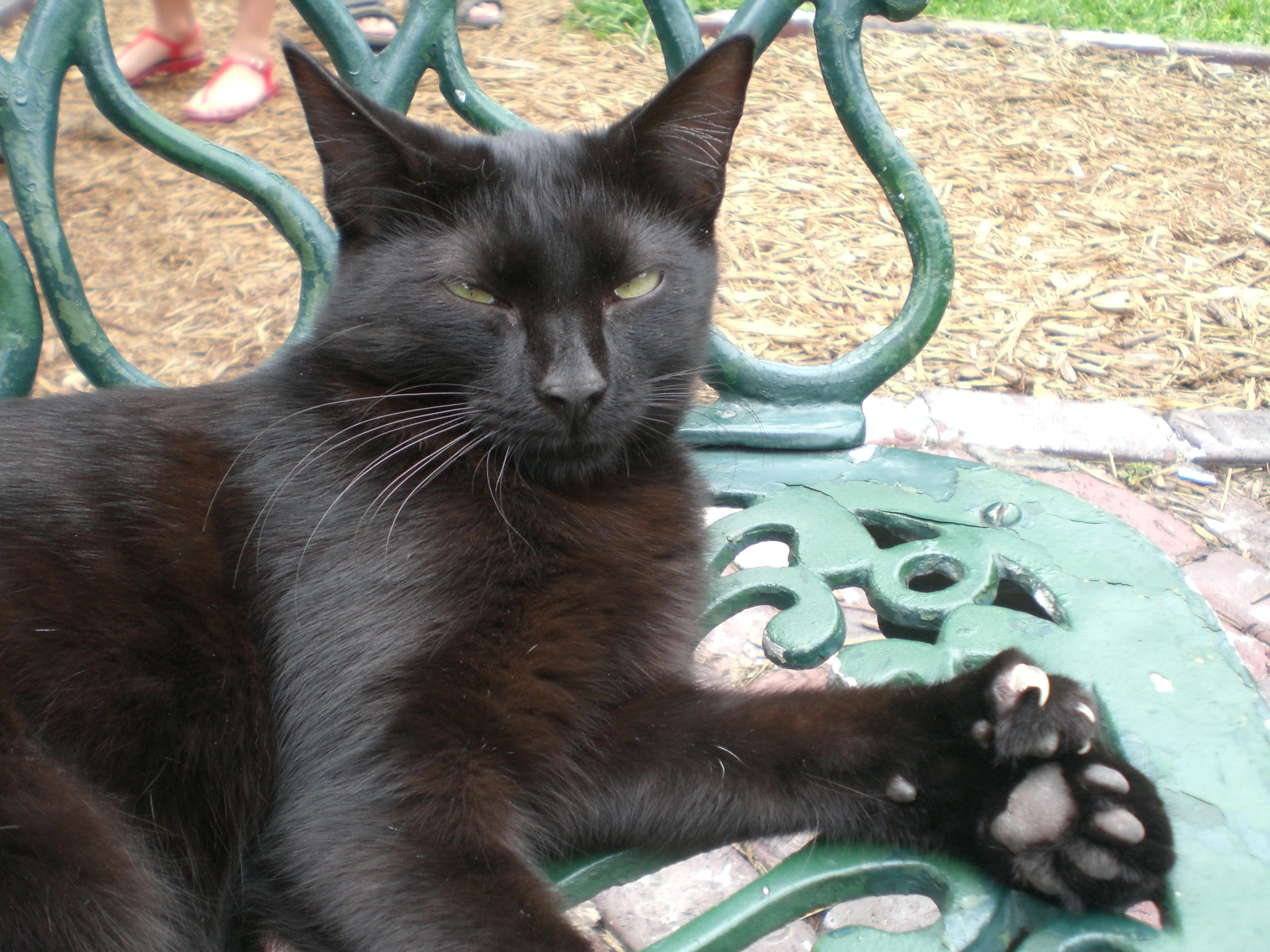
تصویری از یکی از ۵۰ گربهٔ چندانگشتی که در این شهر و در خانهٔ همینگوی زندگی می‌کنند